# Objašnjiva veštačka inteligencija
Objašnjiva veštačka inteligencija (engl. Explainable AI, XAI), koji se često preklapa sa interpretabilnom veštačkom inteligencijom, ili objašnjivim mašinskim učenjem (XML), odnosi se bilo na sistem veštačke inteligencije nad kojim je ljudima moguće da zadrži intelektualni nadzor, ili na metode da se to postigne. Glavni fokus je obično na obrazloženju odluka ili predviđanjima koje donosi veštačka inteligencija koje su predstavljena na razumljiv i transparentan način. XAI se suprotstavlja tendenciji mašinskog učenja u vidu „crne kutije“, gde čak ni dizajneri veštačke inteligencije ne mogu da objasne zašto je došao do određene odluke.
Pristup objašnjive VI nastoji da pomogne korisnicima sistema sa veštačkom inteligencijom da rade efikasnije tako što će poboljšati njihovo razumevanje načina na koji ti sistemi rezonuju. XAI može biti implementacija društvenog prava na objašnjenje. Čak i ako ne postoji takvo zakonsko pravo ili regulatorni zahtev, XAI može poboljšati korisničko iskustvo proizvoda ili usluge pomažući krajnjim korisnicima da veruju da VI donosi dobre odluke. XAI ima za cilj da objasni šta je urađeno, šta se radi i šta će se dalje raditi, kao i da otkrije na kojim informacijama se ove akcije zasnivaju. Ovo omogućava potvrđivanje postojećeg znanja, izazivanje postojećeg znanja i stvaranje novih pretpostavki.
Algoritmi mašinskog učenja (ML) koji se koriste u VI mogu se kategorisati kao bela ili crna kutija. Modeli bele kutije daju rezultate koji su razumljivi stručnjacima u ovoj oblasti. S druge strane, modele crne kutije je izuzetno teško objasniti i teško ih je razumeti čak i stručnjacima iz domena. XAI algoritmi prate tri principa transparentnosti, interpretabilnosti i objašnjivosti. Model je transparentan „ako procesi koji izdvajaju parametre modela iz podataka obuke i generišu oznake iz podataka testiranja mogu biti opisani i motivisani od strane dizajnera pristupa.“ Interpretabilnost opisuje mogućnost razumevanja ML modela i predstavljanja osnove za donošenje odluka ML modela na način koji je razumljiv ljudima. Objašnjivost je koncept koji je prepoznat kao važan, ali konsenzusna definicija nije dostupna. Jedna od mogućnosti je „kolekcija karakteristika interpretabilnog domena koje su doprinele, za dati primer, donošenju odluke (npr. klasifikacija ili regresija)“. Ako algoritmi ispunjavaju ove principe, oni pružaju osnovu za opravdavanje odluka, njihovo praćenje i na taj način verifikovanje, poboljšanje algoritama i istraživanje novih činjenica.
Ponekad je takođe moguće postići rezultat visoke tačnosti pomoću ML algoritama bele kutije. Ovi algoritmi imaju interpretabilnu strukturu koja se može koristiti za objašnjenje predviđanja. Koncept modela uskog grla, koji koriste apstrakcije da objasne razmišljanje modela, su primeri ovoga i može se primeniti u zadacima predviđanja slike i teksta. Ovo je posebno važno u domenima kao što su medicina, odbrana, finansije i pravo, gde je ključno razumeti odluke i izgraditi poverenje u algoritme. Mnogi istraživači tvrde da je, barem za nadgledano mašinsko učenje, put napredka simbolička regresija, gde algoritam pretražuje prostor matematičkih izraza da pronađe model koji najbolje odgovara datom skupu podataka.
Sistemi veštačke inteligencije optimizuju ponašanje kako bi zadovoljili matematički precizirani sistem ciljeva koji su odabrali dizajneri sistema, kao što je komanda „maksimizirajte tačnost procene koliko su pozitivne kritike filmova u skupu podataka testa“. VI može naučiti korisna opšta pravila iz skupa testova, kao što su „recenzije koje sadrže reč „užasno“ verovatno će biti negativne“. Međutim, može naučiti i neprikladna pravila, kao što su „recenzije koje sadrže 'Danijel Dej-Luis' su obično pozitivne“; takva pravila mogu biti nepoželjna ako postoji verovatnoća da neće uspeti da se generalizuju izvan skupa za obuku, ili ako ljudi smatraju da je pravilo „varanje“ ili „nepravedno“. Čovek može da revidira pravila u XAI-u da bi dobio predstavu o tome koliko je verovatno da će sistem generalizovati buduće podatke iz stvarnog sveta van testnog skupa.

## Literatura
- Mazumdar, Dipankar; Neto, Mário Popolin; Paulovich, Fernando V. (2021). „Random Forest similarity maps: A Scalable Visual Representation for Global and Local Interpretation”. Electronics. 10 (22): 2862. doi:10.3390/electronics10222862 .
- „FAT* Conference on Fairness, Accountability, and Transparency”.
- „FATML Workshop on Fairness, Accountability, and Transparency in Machine Learning”.
- „'Explainable Artificial Intelligence': Cracking open the black box of AI”. Computerworld. 2017-11-02. Архивирано из оригинала 2020-10-22. г. Приступљено 2017-11-02.
- Park, Dong Huk; Hendricks, Lisa Anne; Akata, Zeynep; Schiele, Bernt; Darrell, Trevor; Rohrbach, Marcus (2016-12-14). „Attentive Explanations: Justifying Decisions and Pointing to the Evidence”. arXiv:1612.04757  [cs.CV].
- „Explainable AI: Making machines understandable for humans”. Explainable AI: Making machines understandable for humans. Приступљено 2017-11-02.
- „End-to-End Deep Learning for Self-Driving Cars”. Parallel Forall. 2016-08-17. Приступљено 2017-11-02.
- „Explaining How End-to-End Deep Learning Steers a Self-Driving Car”. Parallel Forall. 2017-05-23. Приступљено 2017-11-02.
- Knight, Will (2017-03-14). „DARPA is funding projects that will try to open up AI's black boxes”. MIT Technology Review. Приступљено 2017-11-02.
- Alvarez-Melis, David; Jaakkola, Tommi S. (2017-07-06). „A causal framework for explaining the predictions of black-box sequence-to-sequence models”. arXiv:1707.01943  [cs.LG].
- „Similarity Cracks the Code Of Explainable AI”. simMachines. 2017-10-12. Приступљено 2018-02-02.
- Bojarski, Mariusz; Yeres, Philip; Choromanska, Anna; Choromanski, Krzysztof; Firner, Bernhard; Jackel, Lawrence; Muller, Urs (2017-04-25). „Explaining How a Deep Neural Network Trained with End-to-End Learning Steers a Car”. arXiv:1704.07911  [cs.CV].

## Spoljašnje veze
- „the World Conference on eXplainable Artificial Intelligence”.